# 莫克蘭海岸公路

莫克蘭海岸公路（英語：Makran Coastal Highway），正式名稱是10號國道（National Highway 10），是巴基斯坦一條國家級公路，東起最大城市卡拉奇，並與25號國道相連，沿阿拉伯海海岸往西，至瓜達爾以西，伊朗國界止。全長653公里。
公路於2002年動工興建，2004年12月16日啟用。